# Artatama II
Artatama II était un roi de Mittani au XIVe siècle. Il est considéré comme un usurpateur au trône, soit frère de Tušratta ou, selon d'autres, appartenant à une lignée rivale de la maison royale.
Au milieu du XIVe siècle, le Mittani est un royaume déjà affaibli. Après qu'Artaššumara fut assassiné par Tušratta, s'ensuit une querelle de succession entre ce dernier et Artatama. Celui-ci est soutenu par le roi des Hittites, Suppiluliuma Ier, qui y voit un moyen d'étendre son influence et faire campagne en Syrie. Après une première tentative qui se solde par un échec, Artatama est effectivement installé sur le trône vingt ans plus tard. Mais, rapidement, le fils de Tušratta, Shattiwazza, conteste sa légitimité au trône, qu'il veut lui reprendre. Artatama est d'abord soutenu dans cette guerre de pouvoir par l'Assyrie de Aššur-uballit Ier, avant que ce dernier ne l'abandonne aux mains des hittites qui n'ont, cette fois-ci, pas soutenu Artatama.